# 칠골교회

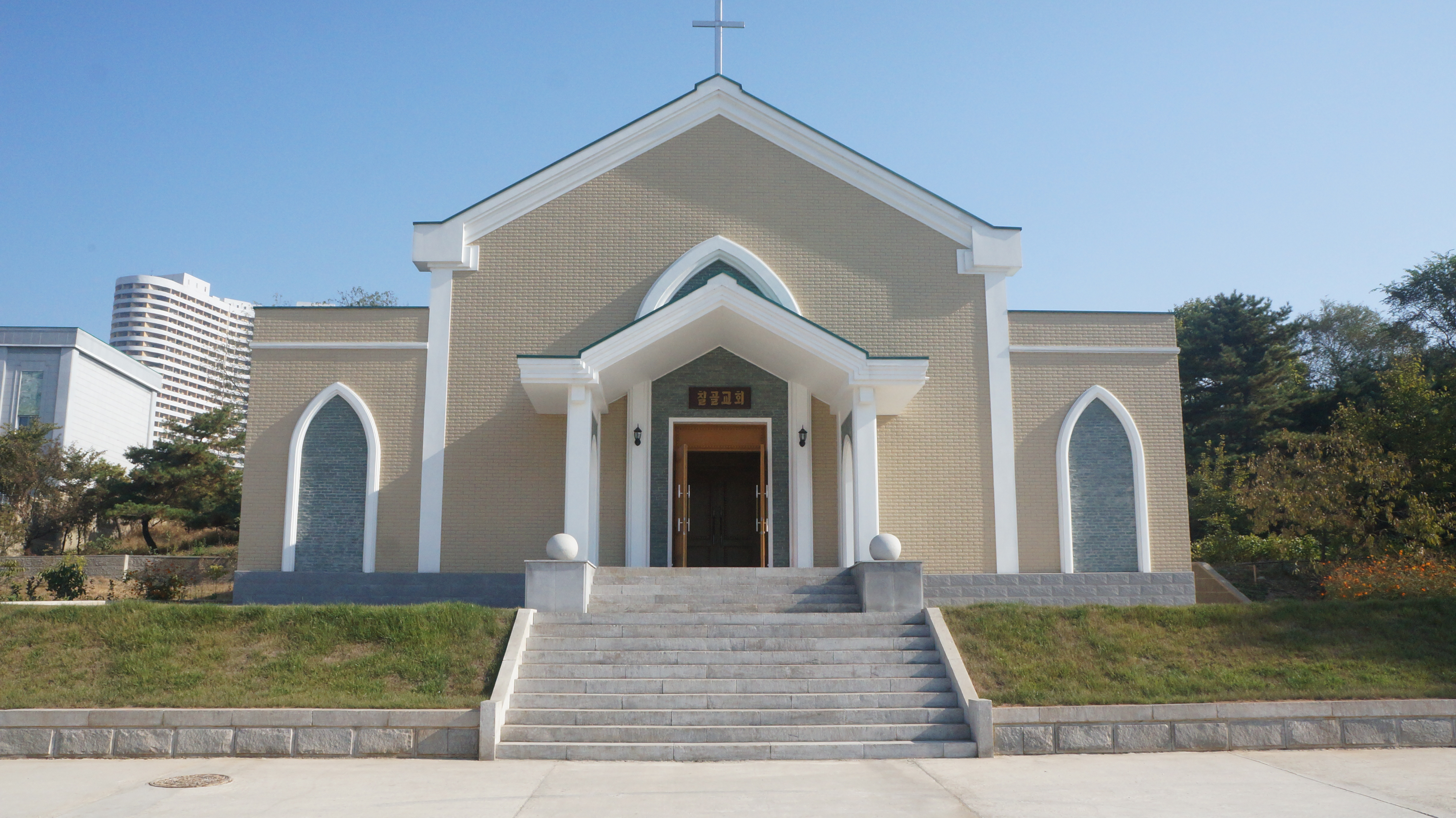

칠골교회(칠골敎會)는 조선민주주의인민공화국 평양직할시에 있는 2개의 개신교회 가운데 하나이다. 평양시 서쪽에 있는 광복 거리에 위치한다. 김일성의 어머니이자 장로교도였던 강반석 집사를 기념하기 위하여 세워졌다.

## 역사
원래 이 교회는 1899년에 설립되었는데 김일성의 어머니인 강반석이 출석한 교회였다. 김일성도 어머니와 함께 자주 다녔다. 1950년 한국 전쟁 시기에 파괴되었는데 김일성이 재건하도록 했으며 1989년에 그의 어머니의 동상과 함께 세워져 있다. 조선그리스도교연맹 소속에 있다. 교회 근처에는 강반석을 기념하는 박물관이 있다.

## 예배
현재 150명이 출석하고 있으며 외국에서 온 여행자들도 예배에 참여할 수 있다. 교회는 개신교이지만 특정 교파 또는 특정 교단에 속하지 않는다.

## 정치
대한민국의 선교사들은 이 교회가 조선민주주의인민공화국 정권을 위한 선전 도구라고 간주한다.

## 같이 보기
- 봉수교회
- 장충성당
- 조선민주주의인민공화국의 종교